# سيجاء
سيجاء منطقة سكنية تقع في ولاية سمائل، التابعة لمحافظة الداخلية في سلطنة عمان. يقدر عدد سكانها بـ 1644 نسمة حسب إحصاء عام 2010 التابع للمركز الوطني للإحصاء والمعلومات الحكوقرية سيجاء إحدى القرى الجميلة التابعة لولاية سمائل بمحافظة  الداخلية، تقع تحت سفح الجبل الممتد من سلسلة الحجر الغربي المتصلة بالجبل الأخضر، وعرفت قديما باسم  (سيل جاء) لكثرة الأمطار التي تهطل عليها مما أكسبها اللون الأخضر في مزارعهيقول سعيد بن حمود اليعربي أحد رشداء القرية "توجد في قرية سيجاء حارات قديمة ولها معالمها الأثرية  والحضارية تضم مجموعة من المنازل التي كان يقطنها أغلب أهالي القرية سابقا، أشهرها حارة اليعاربة  وحارة الحضرميين وحارة الجابريين وبها ثلاثة مداخل تسمى الصباحات وهي (صباح القري وصباح الحمام  وصباح الحديث) وهي عبارة عن بوابات لها نظام معين حيث تفتح في أول الفجر وتغلق بعد صلاة المغرب أو  حسب ما يتعارف عليه الأهالي سابقا"وتمتاز قرية سيجاء بوفرة المياه، نظرا لكثرة الأمطار التي تهطل عليها على مدار العام، مما جعل أرضها  تخزن كميات كبيرة من المياه، ومن أشهر أفلاجها فلج الحمَّام وهو عبارة عن عين تنبع من أسفل الجبل،  وتتميز بسخونة مائها خاصة في وقت الشتاء، مما جعلها مقصدًا للكثير من السياح من المواطنين أو  الأجانب، بالإضافة الى فلج القري، وفلج الحديث، وفلج المحدوثوتمتاز قرية سيجاء بوفرة المياه، نظرا لكثرة الأمطار التي تهطل عليها على مدار العام، مما جعل أرضها  تخزن كميات كبيرة من المياه، ومن أشهر أفلاجها فلج الحمَّام وهو عبارة عن عين تنبع من أسفل الجبل،  وتتميز بسخونة مائها خاصة في وقت الشتاء، مما جعلها مقصدًا للكثير من السياح من المواطنين أو  الأجانب، بالإضافة الى فلج القري، وفلج الحديث،  
ووضح اليعربي ان من العلماء الذين عاشوا في القرية  الشيخ الضليع هاشم بن غيلان الهميمي السيجاني،  وقد عاش الشيخ هاشم في أواخر القرن الثاني الهجري وبداية القرن الثالث الهجري، وأدرك من الأئمة   الإمام  الوارث بن كعي، وعاصر الإمام غسان بن عبداللي، والإمام  عبد الملك بن حميد رحمهم الله  ، وله  رسائل إلى الإمام عبد الملك بن حميد وهي موجودة في تحفة الأعيان للإمام السالمي، وفن الشيخ هاشم بن  غيلان بقرية سيجاء، وتكريما لهذا العالم الجليل فقد سميت مدرسة تعليم القرآن وعلومه باسمه كما أطلق  أسم أحد المساجد بالقرية باسم ولده محمد بن هاشم بن غيلان.